# 工部 (六部)
工部（こうぶ）は中国古代の役所。六部の一。長官は尚書（工部尚書）で、次官は侍郎（工部侍郎）である。
隋唐代に工部の下には建設と庶務を担当する工部、開墾を担当する屯田（とんでん）、山川を担当する虞部（ぐぶ）、水利事業を担当する水部（すいぶ）の4司が設けられ、各曹にはその長として判官である郎中（ろうじゅう）と員外郎（いんがいろう）とが置かれた。
周代には冬官に属し、秦漢では少府に属した。魏は少府より水部曹を分設した。水部曹は尚書台に属し、水利事業・水運を担当した。晋では屯田曹・起部曹を設置し、農墾と水利事業を担当した。隋では前述の諸曹を統合して、工事・屯田・水利・交通を主管する工部を設置し、尚書省の六部の一つとなった。